# Remeil

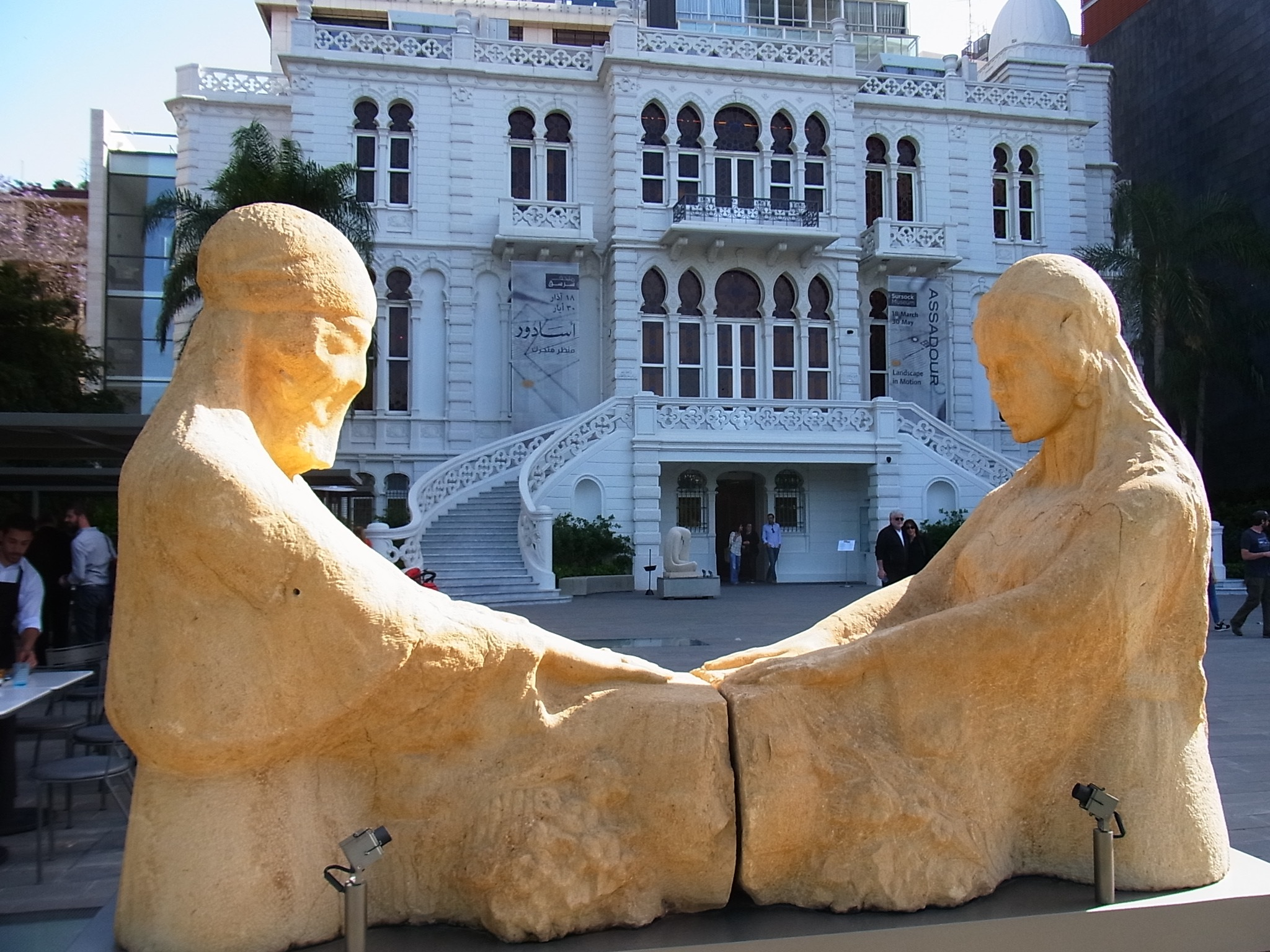
Skulptur vor dem Sursock-Museum

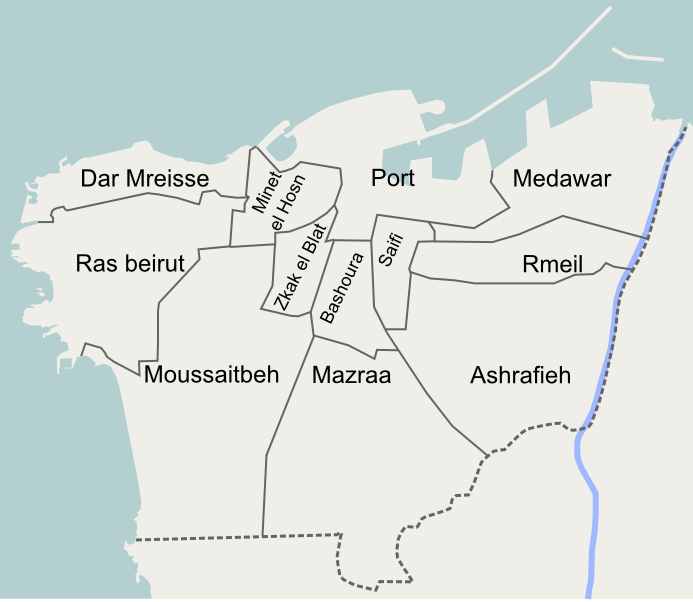
Die 12 Bezirke Beiruts

Remeil (auch Rmeil; arabisch الرميل) ist ein Bezirk der libanesischen Hauptstadt Beirut. Er liegt im östlichen Teil der Stadt zwischen den Bezirken Medawar im Norden und Aschrafiyya im Süden.
Zu Rmeil gehören unter anderem die Stadtteile Mar Nicolas (Sektor 71), Orthodox Hospital (Sektor 74) und Getawi (Sektor 78). In Mar Nicolas liegt der 1860 errichtete Sursock-Palast, das gleichnamige Museum und die griechisch-orthodoxe Kathedrale Saint-Nicolas.
Außerdem befinden sich mehrere bekannte Krankenhäuser in dem Bezirk, wie das Saint George Hospital University Medical Center und das Lebanese Hospital Geitaoui.